# Дефлимпийски игри
Дефлимпийските игри или рядко дефлимпикс (на английски: Deaflympics, от deaf – глух), понякога сурдлимпийски игри (от френски: sourd – глух), наричани Световни игри за глухи преди 2001 г. и Международни игри за глухи преди 1966 г., са международно спортно състезание, одобрено от Международния олимпийски комитет (МОК), в което глухи спортисти се състезават на елитно ниво.
Въпреки сходството (по наименование и 4-годишния цикъл на провеждане) с олимпийските и подобни игри игрите за глухи не са считани за олимпийски и състезалите им не се ползват с такива права; съответно техните шампиони не са считани за олимпийски шампиони.
За разлика от други одобрени от МОК състезания (например олимпийски игри, параолимпийски игри, специални олимпийски игри) дефлимпийците не могат да бъдат сигнализирани от звукови сигнали (като стартови изстрели и чрез свирки на съдии). Игрите за глухи се организират от Международния комитет за спорт за глухите (Comité International des Sports des Sourds, CISS) от първите им летни игри през 1924 година.

## История
Дефлимпийски игри се провеждат на всеки 4 години и са най-отдавна провежданото мнотоспортно събитие освен олимпийските игри. 
Първите игри, проведени в Париж през 1924 г., са същевременно и първото международно спортно събитие за атлети с инвалидност, проведено някога. Оттогава насам събитието се провежда на всеки четири години, освен по време на Втората световна война, а от 1949 година се провеждат и зимни дефлимпикс. Игрите започват като малко събиране на 148 атлети от 9 европейски страни, състезаващи се на Международните тихи игри в Париж през 1924 година; днес те са достигнали до това да са глобално движение.
Официалното название на Игрите от 1924 до 1965 година е Международни игри за глухи, като понякога са наричани Международни тихи игри. От 1966 до 1999 година са наричани Световни игри за глухите и понякога Международни тихи игри. От 2001 година са известни с настоящето им име.
За да имат право на участие, атлетите трябва да имат загуба на слух от поне 55 db в по-здравото им ухо. Слухови апарати, кохлеарни импланти и други подобни не се допускат по време на състезанието, за да може то да се провежда при равни условия.  Друг пример за разлика спрямо състезания за чуващи хора е начинът на съдийстване. Тъй като дефлимпийците не могат да бъдат насочвани посредством звуци, някои спортове ползват алтернативни методи за започване на играта. Например, футболните съдии развяват знаме вместо да отсвирват началото на мача; стартът на състезанията по лека атлетика се дава посредством светлина, вместо с изстрел. Също така е прието зрителите да не аплодират или ръкопляскат, а да размахват двете си ръце.

## Спортове
Следните спортове са в настоящата програма на дефлимпикс игрите:

### Летни дисциплини
Индивидуални спортове
- Бадминтон
- Борба, свободен стил
- Борба, класически стил
- Боулинг
- Джудо
- Карате
- Колоездене
- Лека атлетика
- Плуване
- Спортно ориентиране
- Стрелба
- Таекуон-до
- Тенис
- Тенис на маса

Отборни спортове
- Баскетбол
- Водна топка
- Волейбол
- Плажен волейбол
- Плажен футбол
- Футбол
- Хандбал

### Зимни дисциплини
Индивидуални спортове
- Ски алпийски дисциплини
- Ски бягане
- Сноуборд

Отборни спортове
- Кърлинг
- Хокей на лед

## Домакини
До 2015 година дефлимпийските игри са приемани от 36 града в 21 държави, но едва пет града извън Европа (Вашингтон 1965, Лос Анджелис 1985, Крайстчърч 1989, Мелбърн 2005 и Тайпе 2009). Последните летни дефлимпикс се провеждат в София през 2013 година, а последните зимни дефлимпикс се провеждат в Ханти-Мансийск през 2015 година.
Градовете и националните олимпийски комитети (НОК), приели дефлимпикс през годините, са посочени в следващата таблица: 

### Летни дефлимпикс
| Година                                 | Игри | Град          | НОК            | Дата              | Бележки   |
| 1924                                   | 1    | Париж         | Франция        | 10-17 август      |           |
| 1928                                   | 2    | Амстердам     | Нидерландия    | 18-26 август      |           |
| 1931                                   | 3    | Нюрнберг      | Германия       | 19-23 август      |           |
| 1935                                   | 4    | Лондон        | Великобритания | 17-24 август      |           |
| 1939                                   | 5    | Стокхолм      | Швеция         | 24-27 август      |           |
| отменени поради Втората световна война |      |               |                |                   |           |
| 1949                                   | 6    | Копенхаген    | Дания          | 12-16 август      |           |
| 1953                                   | 7    | Брюксел       | Белгия         | 15-19 август      |           |
| 1957                                   | 8    | Милано        | Италия         | 25-30 август      |           |
| 1961                                   | 9    | Хелзинки      | Финландия      | 6-10 август       |           |
| 1965                                   | 10   | Вашингтон     | САЩ            | 27 юни - 3 юли    |           |
| 1969                                   | 11   | Белград       | Югославия      | 9-16 август       |           |
| 1973                                   | 12   | Малмьо        | Швеция         | 21-28 август      |           |
| 1977                                   | 13   | Букурещ       | Румъния        | 17-27 юли         |           |
| 1981                                   | 14   | Кьолн         | ФРГ            | 23 юли - 1 август |           |
| 1985                                   | 15   | Лос Анджелис  | САЩ            | 10-20 август      |           |
| 1989                                   | 16   | Крайстчърч    | Нова Зеландия  | 7-17 януари       |           |
| 1993                                   | 17   | София         | България       | 24 юли - 2 август |           |
| 1997                                   | 18   | Копенхаген    | Дания          | 13-26 юли         |           |
| 2001                                   | 19   | Рим           | Италия         | 22 юли - 1 август |           |
| 2005                                   | 20   | Мелбърн       | Австралия      | 5-16 януари       |           |
| 2009                                   | 21   | Тайпе         | Тайван         | 5-15 септември    | [ fn1 1 ] |
| 2013                                   | 22   | София         | България       | 26 юли - 4 август |           |
| 2017                                   | 23   | Самсун        | Турция         | 18-30 юли         | [ 8 ]     |
| 2021                                   | 24   | Кашиас до Сул | Бразилия       | 1-15 май 2022 г.  | [ fn1 2 ] |
| 2025                                   | 25   | Токио         | Япония         | 15-26 ноември     |           |
| 2029                                   | 26   | TBA           | TBA            |                   |           |

### Зимни дефлимпикс
| Година | Игри     | Град                          | НОК       | Дата                 | Бележки |
| 1949   | 1        | Зеефелд                       | Австрия   | 26-30 февуари        |         |
| 1953   | 2        | Осло                          | Норвегия  | 20-24 февуари        |         |
| 1955   | 3        | Оберамергау                   | ФРГ       | 10-13 февуари        |         |
| 1959   | 4        | Монтана-Вермала               | Швейцария | 27-31 януари         |         |
| 1963   | 5        | Оре                           | Швеция    | 12-16 март           |         |
| 1967   | 6        | Берхтесгаден                  | ФРГ       | 20-25 февуари        |         |
| 1971   | 7        | Аделбоден                     | Швейцария | 25-30 февуари        |         |
| 1975   | 8        | Лейк Плесид                   | САЩ       | 2-8 февуари          |         |
| 1979   | 9        | Мерибел                       | Франция   | 21-27 януари         |         |
| 1983   | 10       | Мадона ди Кампилио            | Италия    | 13-23 януари         |         |
| 1987   | 11       | Осло                          | Норвегия  | 7-14 февуари         |         |
| 1991   | 12       | Банф                          | Канада    | 2-9 март             |         |
| 1995   | 13       | Илес                          | Финландия | 14-19 март           |         |
| 1999   | 14       | Давос                         | Швейцария | 6-14 март            |         |
| 2003   | 15       | Сундсвал                      | Швеция    | 26 февуари - 9 март  |         |
| 2007   | 16       | Солт Лейк Сити                | САЩ       | 1-10 февуари         |         |
| 2011   | отменени | Високи Татри                  | Словакия  | 16-28 февуари        |         |
| 2015   | 18       | Ханти-Мансийск / Магнитогорск | Русия     | 28 март - 5 април    |         |
| 2019   | 19       | Сондрио (провинция)           | Италия    | 12-21 декември       |         |
| 2023   | 20       | Ерзурум                       | Турция    | 2-12 март 2024 г.    |         |
| 2027   | 21       | Инсбрук                       | Австрия   | 15-24 януари 2027 г. |         |